# Chrást (ort i Tjeckien, Mellersta Böhmen, lat 49,59, long 13,96)
Chrást är en ort i Tjeckien.   Den ligger i regionen Mellersta Böhmen, i den centrala delen av landet, 60 km sydväst om huvudstaden Prag. Chrást ligger 509 meter över havet och antalet invånare är 220.
Terrängen runt Chrást är platt åt sydost, men åt nordväst är den kuperad. Runt Chrást är det ganska glesbefolkat, med 42 invånare per kvadratkilometer. Närmaste större samhälle är Příbram, 11,3 km norr om Chrást. Trakten runt Chrást består till största delen av jordbruksmark.